# Evelyne Owona Essomba
 (mars 2023).
Si vous disposez d'ouvrages ou d'articles de référence ou si vous connaissez des sites web de qualité traitant du thème abordé ici, merci de compléter l'article en donnant les références utiles à sa vérifiabilité et en les liant à la section « Notes et références ».
Evelyne Owona Essomba, née Evelyne Mengue Akoum le  24 janvier 1977 à Yaoundé, est une journaliste camerounaise. Diplômée de la 26e promotion de l'École supérieure des Sciences et techniques de l’information et de la communication, elle travaille pour le quotidien Mutations avant de rejoindre la télévision Nationale CRTV où elle travaille pendant 22 ans de service. Elle se fait d'ailleurs en tant que la présentatrice du 20h30. Le 18 juin 2021, la toute première femme à diriger la section Camerounaise de l’Union de la Presse Francophone (UPF).

## Biographie

### Enfance et éducation
Evelyne Owona Essomba nait le 24 janvier 1977 dans une maternité de Yaoundé. Son père est originaire de Bafia et sa mère est originaire de la Lékié, de Sa'a précisément. Elle est issue d'une famille peu aisée, elle est le 3e enfant et la toute 1re fille dans une fratrie de 7 enfants. Elle a deux frères aînés, deux petites sœurs et deux petits frères.
Elle commence son cursus scolaire à l’école maternelle marché B de Dschang, un choix privilégié pour elle car son père travaillant à cette époque au centre universitaire de la localité. Après la maternelle, elle entame le volet primaire à l’école publique groupe 2 à Dschang. Quelque temps après, son père est affecté à Yaoundé en tant qu'agent administratif pour le compte de l'université de Yaoundé II. Elle le suivra donc et sera inscrite en cours élémentaires 2 à l'École publique du Camp Yeyap. Elle y obtient son diplôme de certification d'études primaire CEP ainsi que son concours d'entrée en 6e.
Dans une interview, elle affirme :  « Je me souviens que j’avais 9 ans et que le Directeur de l’école était très angoissé. Il pensait que je n’étais pas assez mûre. Il a d’ailleurs convoqué mes parents pour leur faire part de son angoisse. Et sa proposition c’était que je reprenne le cours moyen 2, le temps d’avoir au moins 10 ans pour pouvoir affronter le collège. ». Elle est finalement inscrite au collège cette année-là au CES de Ngoa Ekellé précisément où elle restera de la 6e en 3e, pour continuer après au Lycée Général Leclerc en 2de A4 Allemand jusqu’en Terminale.
Ayant obtenue son baccalauréat de l'enseignement générale, elle décide de poursuivre ses études supérieures en Lettres Bilingues à l’Université de Yaoundé I. En 1995, alors qu’elle est admise en deuxième année, elle décide de présenter le concours d'entrée en première année à l'École supérieure des Sciences et techniques de l’information et de la communication qu'elle réussira d'ailleurs. Elle fera donc partie de la 26e promotion de journaliste de cette école (1995-1998).

### Carrière
Evelyne sort de l’ESSTIC en 1998 et entame directement sa carrière professionnelle au sein du Journal Mutations. Elle y sera responsable de la page culture et communication jusque-là tenue par une certaine Barbara Etoa. En 1999, le directeur général de la CRTV de l'époque Gervais Mendozé lance un recrutement baptisé les 15 car le nombre de journalistes appelés pour donner un coup de neuf à la rédaction était de 15. Evelyne Owona fera partie du nombre. Elle présente de nombreuses émissions télé à l'instar de : Soirées spéciales, Livre de la semaine.... En 2003, elle vient tout juste de se marier et décide alors de rejoindre son mari à Douala où elle travaillera pendant 6 ans à la station régionale CRTV du Littoral.
En 2009, son mari est affecté du côté de Maroua. Encore cette fois, elle demandera une mutation pour CRTV extrême Nord, Station régionale de La région de l'extrême nord du Cameroun. Elle y restera 2 ans avant de revenir sur Yaoundé en 2011 mais cette fois pour s’installer. Ses motivations étaient toutes simples : il y avait l’appel de la Direction qui sollicitait son expertise relativement au vent de réaménagement des programmes qui soufflait à la station centrale.
Plus tard, ses talents seront mis à profit; elle deviendra présentatrice de journaux : le 8h, le 12h et le 18 heures qu’elle présente pendant 1 an. Ensuite, elle va présenter le journal du weekend pendant 6 mois. Et enfin, elle sera promue au journal du soir. Le 20h30 dont l’aventure a commencé en 2012.
Elle est nommée le 30 janvier 2021 Chef de chaine Crtv News nouvelle chaîne d'information en continu de la CRTV après 22 ans de service au sein de la télévision Nationale,.
Membre de l’Union de la Presse Francophone (UPF) depuis 23 ans, Evelyne Owona Essomba devient le 18 juin 2021 la toute première femme présidente de la section camerounaise de l'UPF Cameroun pour un mandat de 4 ans. Elle obtient 61 voix sur 63 votants. Autres fois Secrétaire générale puis Vice-Présidente, elle vient remplacer Aimé Robert Bihina président depuis 2012.
Le jeudi 5 mai 2022 à 10h à l'ESSEC de Douala, Evelyne Owona soutiendra sa thèse de doctorat PhD en Sciences de l'information et de la communication (SIC) en présence du Directeur général de la CRTV Charles Ndongo,.